# Allonnes, Sarthe
Allonnes là một xã trong vùng hành chính Pays de la Loire, thuộc tỉnh Sarthe, quận Le Mans, tổng Allonnes. Tọa độ địa lý của xã là 47° 58' vĩ độ bắc, 00° 09' kinh độ đông. Allonnes nằm trên độ cao trung bình là 52 mét trên mực nước biển. Xã có diện tích 18,1 km², dân số vào thời điểm 1999 là 12.332 người; mật độ dân số là 681 người/km².

## Thông tin nhân khẩu
| 1962  | 1968   | 1975   | 1982   | 1990   | 1999   |
| ----- | ------ | ------ | ------ | ------ | ------ |
| 4.983 | 11.570 | 15.852 | 15.623 | 13.561 | 12.332 |